# SafeDisc
SafeDisc — система защиты от копирования для Windows приложений и игр, разработанная Macrovision Corporation. Поддержка была прекращена с 31 марта 2009 года.

## Цели
Основная задача SafeDisc — предотвращение несанкционированного копирования собственнического ПО, как домашнего с помощью домашних копировщиков, так и промышленных, а также попыток обратного проектирования. В течение нескольких лет было выпущено несколько версий SafeDisc, каждая из которых ставила перед собой задачи сделать копирование дисков более сложным. Последняя версия представлялась как SafeDisc Advanced.

## Уязвимости
Несмотря на то, что защита SafeDisc эффективно препятствовала обычным пользователям создавать функциональные копии CD или DVD-дисков, она довольно легко обходится профессиональными крэкерами. Ранние версии SafeDisc не представляли особых трудностей для копирования дисков. Начиная с версии 2.9, SafeDisc может создавать диски, которые представляют трудность для копирования или обратного проектирования, что требует определённых приводов с возможностью записи «слабых секторов» и добавочных форматов данных, которые являются характерными для SafeDisc.
Предыдущие версии SafeDisc’а преодолевались с помощью программ, монтирующих виртуальные диски, таких как DAEMON Tools и Alcohol 120%. SafeDisc вела чёрный список такого ПО, и это значит, что тем, кто хочет использовать данный метод, приходилось скрывать монтировщик, устанавливая дополнительный софт, к примеру, CureRom.
Другой потенциально возможной атакой на SafeDisc является извлечение зашифрованных данных приложения из архива, в котором они содержатся: все данные находятся в ICD файле, защищённом формате, используемом SafeDisc’ом чтобы убедиться в том что оригинальный диск был загружен. UnSafeDisc захватывает и расшифровывает файлы SafeDisc открывая ICD-файл, расшифровывая его и конвертируя его в исполняемый файл. Однако, к каждой программе требуется отдельный патч, чтобы добиться её полной функциональности.

## Проблемы безопасности
На компьютер пользователя SafeDisc устанавливает собственный драйвер устройства для ОС Windows, который называется secdrv.sys. В дополнение, чтобы включить защиту от копирования предоставляется доступ уровня ring 0 для запуска приложения. Это является потенциальной брешью в безопасности, поскольку трояны и другое вредоносное ПО могут использовать драйвер чтобы получить администраторский доступ к системе, даже если программы запущены под учётной записью с ограниченными правами доступа.
5 ноября 2007 года Microsoft сообщила о найденной уязвимости в драйвере SECDRV.SYS, которая позволяет атакующему повысить уровень привилегий.
Начиная с 2015 года, продукты, защищенные SafeDisc, больше не способны работать в ОС Windows Vista и выше из-за выхода обновления безопасности Microsoft MS15-097.